# Автоматичне регулювання
Автомати́чне регулюва́ння (від нім. regulieren — «регулювати», від лат. regula — «норма», «правило») — різновид автоматичного керування, який полягає у підтримуванні без втручання людини сталості (стабілізація) або зміни по заданому закону (програмне регулювання) чи відповідно до зміни умов (відслідковувальне, оптимальне, екстремальне, протиаварійне регулювання тощо) потрібних значень фізичних величин, що характеризують режим роботи машин, апаратів, установок за допомогою автоматичних регуляторів.

## Керування і регулювання
Термін «регулювання» в основному є синонімом терміна «керування», але в українській мові, строго кажучи, ці два поняття розрізняються, і поняття «регулювання» вживається тоді, коли керування відбувається в замкнутій системі зі зворотним зв'язком (від'ємним, за замовчуванням). Засобом впливу на об'єкт регулювання (зазвичай, через виконавчі пристрої) у такій системі є автоматичний регулятор, а всю систему з автоматичним регулятором називають системою автоматичного регулювання. У цьому сенсі термін «керування» є ширшим поняттям, а «регулювання» є різновидом першого, тобто вужчим поняттям. Таке розмежування відсутнє, наприклад, в англійській мові, де в різних контекстах використовується лише термін «control» (що означає і «керування», і «регулювання»).